# 黑林山区瓦尔德布伦
黑林山区瓦尔德布伦（德語：Waldbrunn (Westerwald)），简称瓦尔德布伦（Waldbrunn，發音：[ˈvaltˌbʁʊn]），是德国黑森州吉森行政区林堡-魏尔堡县的市镇，总面积29.77平方千米，2023年12月31日总人口为5,899人。